# Cicinho
Cícero João de Cézare (bedre kendt som Cicinho) (født 24. juni 1980 i Pradópolis, Brasilien) er en brasiliansk tidligere fodboldspiller, der spillede som højre back. Han spillede blandt andet gennem karrieren for de brasilianske klubber Sport do Recife, Botafogo SP, Atlético Mineiro og São Paulo, samt for den spanske storklub Real Madrid og AS Roma i Italien.
Med São Paulo vandt Cicinho i 2005 både statsligaen Campeonato Paulista, Copa Libertadores og VM for klubhold. Med Real Madrid blev han i 2007 spansk mester, mens det med Roma blev til triumf i Coppa Italia i 2008.

## Landshold
Cicinho nåede i sin tid som landsholdsspiller at spille 15 kampe og score 1 mål for Brasiliens landshold, som han debuterede for i 2005. Samme år var han en del af landets trup, der vandt Confederations Cup. Han blev også udtaget til VM i 2006 i Tyskland.

## Titler
Campeonato Paulista
- 2005 med São Paulo FC

Copa Libertadores
- 2005 med São Paulo FC

VM for klubhold
- 2005 med São Paulo FC

La Liga
- 2007 med Real Madrid

Coppa Italia
- 2008 med Roma

Supercoppa Italiana
- 2007 med Roma

Confederations Cup
- 2005 med Brasilien